# Jibo-myeon
Jibo-myeon (koreanska: 지보면) är en socken i kommunen Yecheon-gun i  provinsen Norra Gyeongsang i den centrala delen av Sydkorea, 170 km sydost om huvudstaden Seoul.